# Leuna-Tankstelle (Leuna)

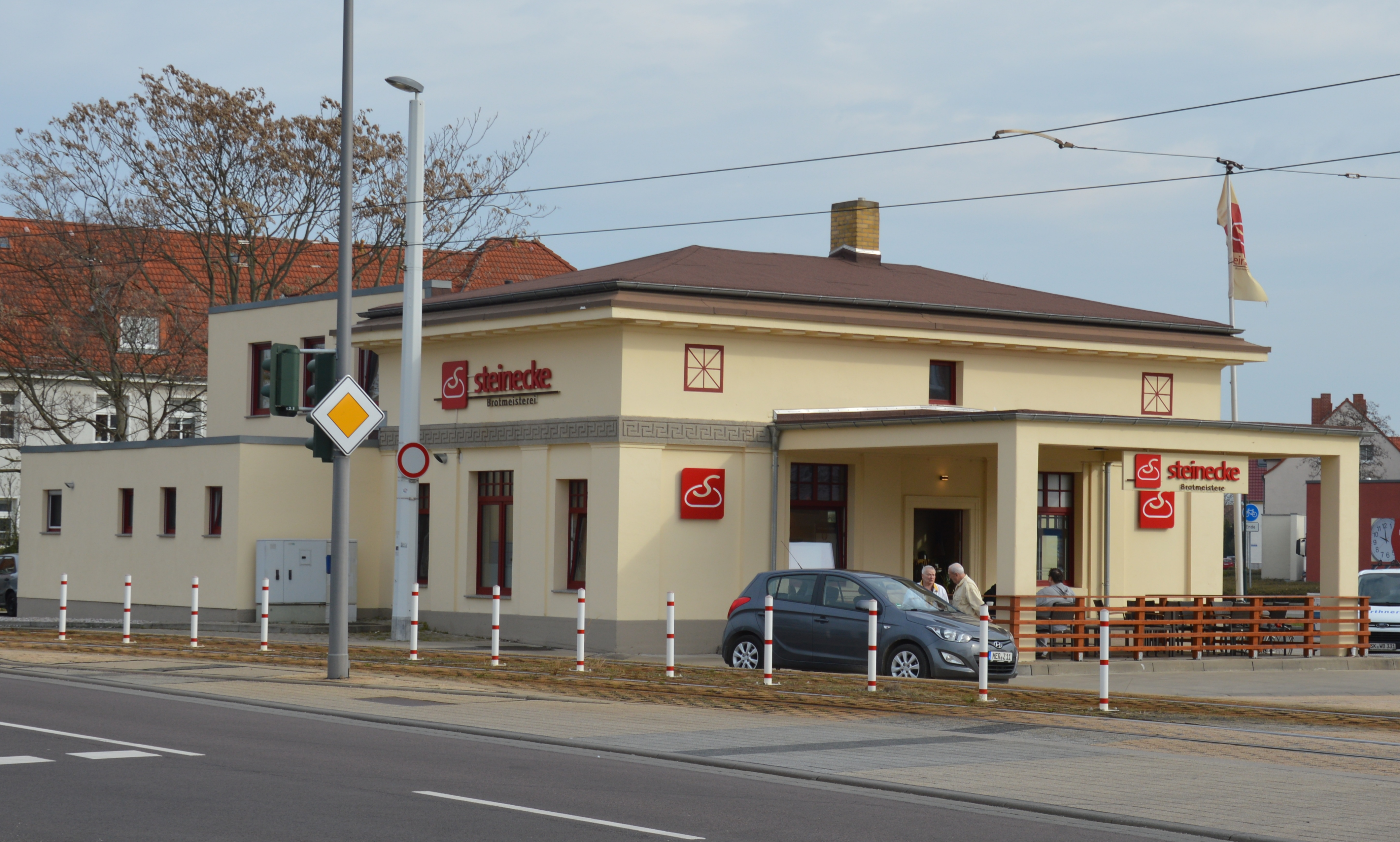
Tankstelle Am Haupttor 12, 2017

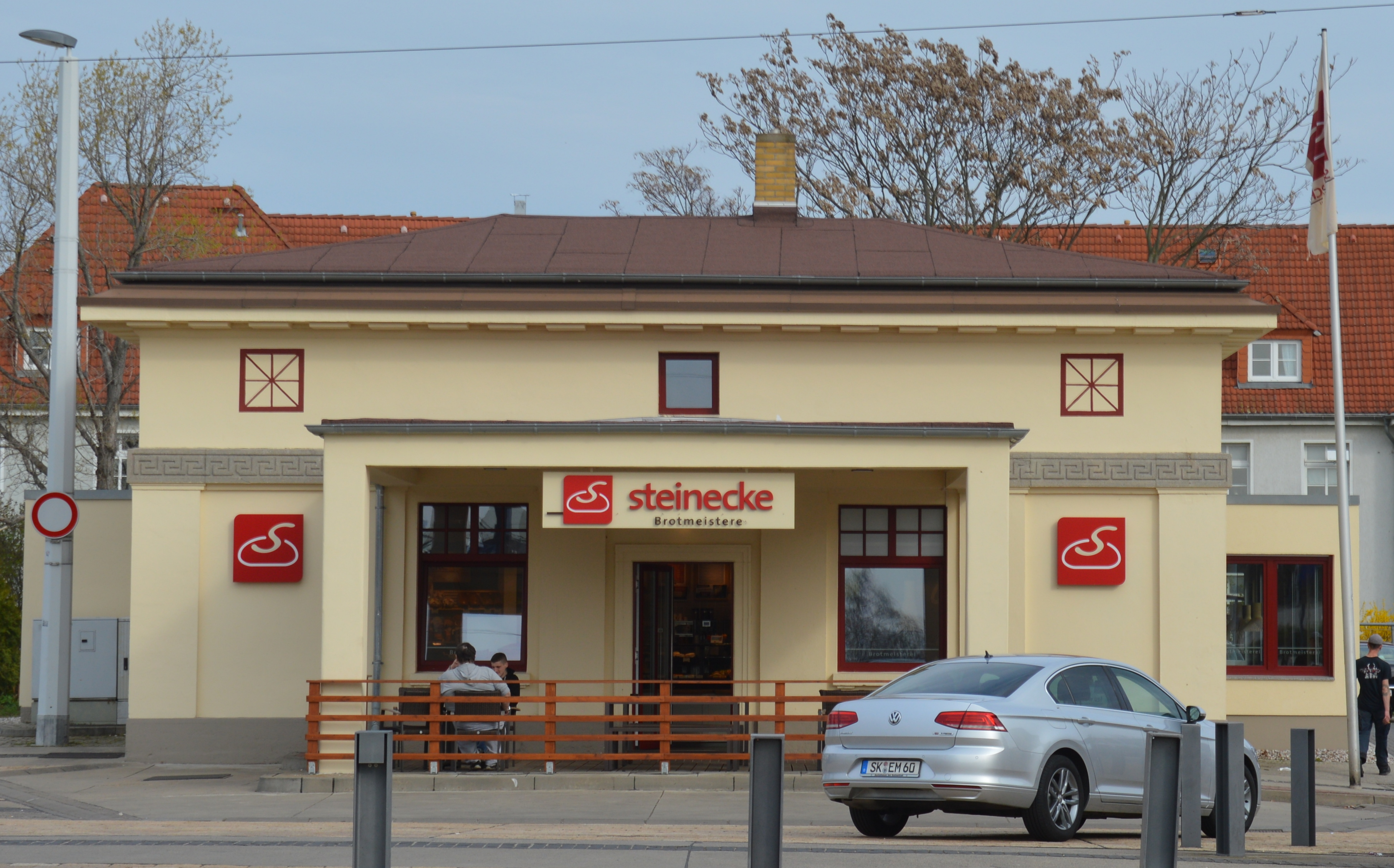
Blick von Süden, 2017

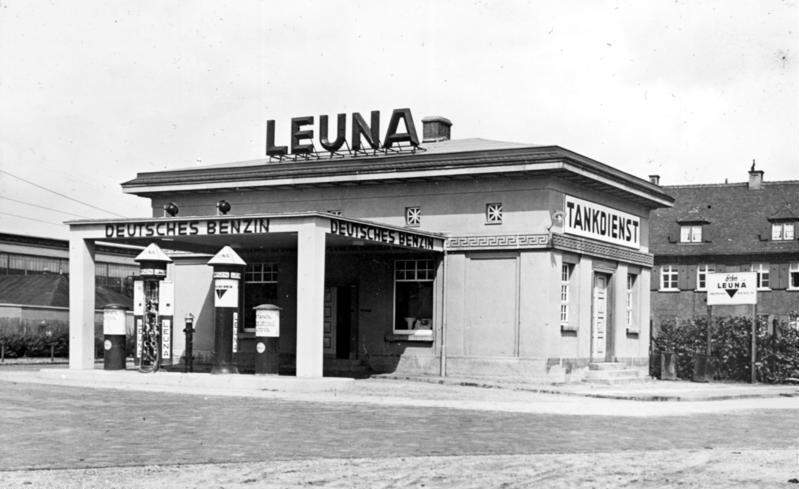
LEUNA-Tankstelle, 1936

Markenzeichen Leuna-Benzin der I.G. Farben

Die Leuna-Tankstelle in der Stadt Leuna in Sachsen-Anhalt ist ein denkmalgeschütztes Gebäude, das ab den 1920er Jahren als Tankstelle für Leuna-Benzin diente.

## Lage
Das historische Tankstellengebäude liegt nordwestlich des Leunaer Stadtzentrums unweit des Haupttores der Leunawerke und besitzt die Adresse Am Haupttor 12.

## Architektur und Geschichte
Das Gebäude wurde 1920 erbaut und zunächst von einem Gewerbetreibenden für Fahrradreparatur und -verkauf sowie für Elektroinstallationen genutzt. In den Jahren 1926 bis 1927 wurde das Gebäude zur Tankstelle umgebaut. Erstmals in Deutschland wurde hier das durch Kohlehydrierung synthetisch hergestellte Leuna-Benzin verkauft.
Bei der Gestaltung und Dekoration des Funktionsbaues bediente man sich Elementen des Neoklassizismus. Typisch für die LEUNA-Tankstellen war der einheitlich gestaltete Markenname, der aus großen gut sichtbaren schwarz-roten Buchstaben gebildet wurde. Auch die Zapfsäulen waren einheitlich gestaltet. An der Gestaltung der Zapfsäulen und der Tankstellengebäude waren die Architekten und Designer Peter Behrens und Hans Poelzig beteiligt.
Das im Krieg beschädigte Gebäude wurde 1950 wiederaufgebaut. Inzwischen (Stand 2017) ist im Haus eine Filiale einer Bäckereikette untergebracht.
Im örtlichen Denkmalverzeichnis ist die Tankstelle unter der Erfassungsnummer 094 20774 als Baudenkmal verzeichnet.